# ダイアナ・サンタナ
ダイアナ・サンタナ・ラジル（Dahiana Santana Lazil、1984年11月5日 - ）は、ドミニカ共和国のプロボクサー。第2代IBF女子世界フェザー級王者。元WBA女子世界フェザー級暫定王者。サントドミンゴ出身。アメリカ合衆国・ニューヨーク在住。

## 来歴
2002年5月10日、サントドミンゴでダイアナ・ガルシアとデビュー戦を行い、4回判定負けを喫しデビュー戦を白星で飾れなかった。
2002年5月20日、ラ・ロマーナでベルキス・バスケスと対戦し、プロ2戦目にしてプロ初勝利となる3-0の判定勝ちを収めた。
2002年8月30日、サントドミンゴでダイアナ・ガルシアと対戦し、3-0の判定勝ちを収め3ヵ月ぶりの再戦を制し雪辱を果たした。
2005年1月15日、マクデブルクのGETECアレーナでアレシア・グラフと対戦し、4回2分0秒、プロ初のKO負けとなる棄権負け。
2005年9月17日、サントドミンゴでグレシア・ノバとFEDELATINAバンタム級王座決定戦を行い、3-0の判定勝ちを収め王座獲得に成功した。
2007年4月16日、柳明玉の王座剥奪に伴いWBC女子世界スーパーフライ級暫定王者アナ・マリア・トーレスとWBC女子世界スーパーフライ級王座決定戦を行い、10回0-3の判定負けを喫し王座獲得に失敗した。
2008年11月28日、マクデブルクでWIBF世界ライト級王者のラモーナ・キューネと対戦し、0-3の判定負けを喫し王座獲得に失敗した。
2009年1月24日、ハイチペチョンビルでドリス・コーラーとGBU女子世界バンタム級暫定王座決定戦を行い、コーラーの初回終了時棄権により王座獲得に成功した。
2009年11月21日、アーヘンでアグネス・ボサとWFC世界フェザー級王座決定戦を行い、3-0の判定勝ちを収め王座獲得に成功した。
2010年7月3日、サントドミンゴでマリリン・エルナンデスとドミニカ共和国女子フェザー級王座決定戦を行い、王座獲得に成功した。
2011年3月31日、サンホセでステイシー・リールと初代IBF女子世界フェザー級王座決定戦を行い、1-2の判定負けを喫し王座獲得に失敗した。
2011年11月20日、ラスベガスのテキサス・ステーションでIBF女子世界フェザー級王者ステイシー・リールと対戦し、10回3-0の判定勝ちを収め8ヵ月ぶりの再戦でリベンジに成功同時に王座獲得に成功した。
2012年8月12日、サントドミンゴでマリソル・レイジェスと対戦し、7回1分59秒TKO勝ちを収め初防衛に成功した。
2012年12月17日、サントドミンゴでヘレン・ジョセフと対戦し、10回3-0の判定勝ちを収め2度目の防衛に成功した。
2013年4月27日、ブエノスアイレスでクラウディア・ロペスと対戦し、10回3-0の判定勝ちを収め3度目の防衛に成功した。
2014年6月28日、サントドミンゴでフランシア・エレナ・ブラボとWBA女子世界フェザー級暫定王座決定戦を行い、3-0の判定勝ちを収め王座獲得に成功した。
2015年8月14日、ペルガミーノでアナイ・サンチェスと対戦し、10回0-3の判定負けを喫し初防衛に失敗、王座から陥落した。

## 戦績
- 41戦 34勝(14KO) 7敗

## 獲得タイトル
- FEDELATINAバンタム級王座
- GBU女子世界バンタム級暫定王座
- WFC世界フェザー級王座
- ドミニカ共和国女子フェザー級王座
- 第2代IBF女子世界フェザー級王座
- WBA女子世界フェザー級暫定王座